# George Washington Gale Ferris

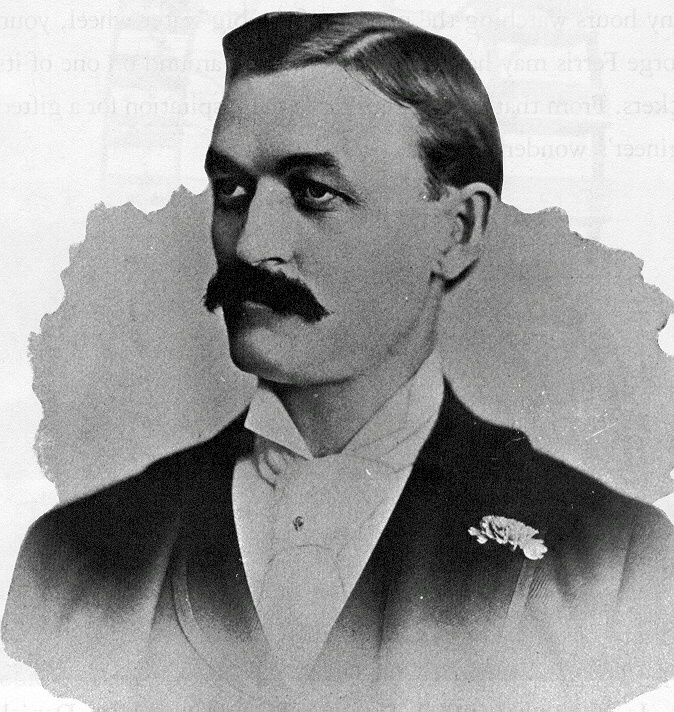
George Washington Gale Ferris

George Washington Gale Ferris (* 14. Februar 1859 in Galesburg, Knox County, Illinois; † 22. November 1896 in Pittsburgh) war ein Ingenieur für Eisenbahntechnik und Brückenbau. Seine bekannteste Erfindung war jedoch das Riesenrad, das im Englischen „Ferris Wheel“ genannt wird.

## Leben
Seine Eltern waren George Washington Gale Ferris Sr. und Martha Edgerton Hyde Ferris. Er hatte vier Schwestern und zwei Brüder. Sein Großvater Silvanus Ferris und Reverend George W. Gale hatten seinen Geburtsort gegründet. Als seine Familie 1864 nach Kalifornien umsiedeln wollte, ging unterwegs infolge Bürgerkriegs und Inflation das Geld aus, und sie ließen sich in Carson City, Nevada nieder. Hier half George seinem Vater auf der Farm, bis er 1873 die California Military Academy in Oakland bezog. Nach seinem Abschluss (1876) wechselte er auf das Rensselaer Polytechnic Institute in Troy, New York, wo er im Februar 1881 als Bauingenieur abschloss.
Er begann seine Karriere in einem New Yorker Eisenbahn-Konstruktionsbüro unter dem aus der Kraterschlacht bekannten General James H. Ledlie. 1882 wechselte er zur Queen City Mining Company in West Virginia und nach deren Schließung im Folgejahr zur Louisville Bridge & Iron Company in Louisville, Kentucky. Er erwarb Reputation als Experte für große Stahlkonstruktionen und für seine Betonarbeiten in Pressluftkammern. Aus gesundheitlichen Gründen wechselte er 1885 zur Kentucky and Indiana Bridge Company of Louisville, für die er in Pittsburgh erworbenen Stahl inspizieren sollte.
Am 18. September 1886 heiratete er Margaret Ann Beatty aus Canton, Ohio, mit der er sich in Pittsburgh niederließ. Mit seinem früheren Studienkollegen James C. Hallsted gründete er seine Firma  G.W.G. Ferris & Company, Inspecting Engineers. 1890 gründete er auch Ferris, Kaufman and Company. Sein früherer Studienkollege Gustave Kaufman (1859–1913) aus Pennsylvania leitete zusammen mit Frank C. Osborn (1857–1922) aus Michigan den Bau der Cantilever Highway Bridge in Cincinnati über den Ohio River.
Für die Weltausstellung 1893 in Chicago suchte Daniel Burnham nach einem beeindruckenden Beispiel der Ingenieurskunst, das selbst den zur Weltausstellung 1889 in Paris errichteten Eiffelturm in den Schatten stellen sollte. Ferris schlug „eine Art hochkant gestelltes Karussell“ vor, um wie schon in Paris den Besuchern aus luftiger Höhe einen Überblick über das gesamte Ausstellungsgelände zu ermöglichen. Hieraus leitet sich auch die vielfach verwendete Bezeichnung „Observation Wheel“ ab. Der Plan wurde als unrealistisch abgelehnt.
G.W.G. Ferris war jedoch von der Idee besessen, dieses Riesenrad zu errichten. Die Verantwortlichen der Weltausstellung hatten Bedenken, dass das Rad der Beanspruchung nicht standhalten würde und einstürzen könnte. Nach seinem Studium hatte Ferris die Firma G.W.G. Ferris & Co. in Pittsburgh gegründet. Diese beschäftigte sich mit der Erprobung von Stahl für Gleis- und Brückenbaufirmen. Ferris gab 25.000 $ für Pläne und Spezifikationen aus. Im Frühsommer 1892 wurde der Auftrag zum Bau des Riesenrades erteilt und kurz darauf wieder zurückgenommen. Am 29. November 1892 wurde der Bau unter der Bedingung genehmigt, dass Ferris die Finanzierung selbst übernimmt. Abermals setzte er eigenes Geld ein, um die Aufträge für den Bau erteilen zu können. Die Finanzierung gestaltete sich schwierig, bis es ihm gelang, einige Investoren für das Projekt zu gewinnen, unter ihnen die Bahnmagnaten Andrew Onderdonk (1848–1905) und William Vincent.

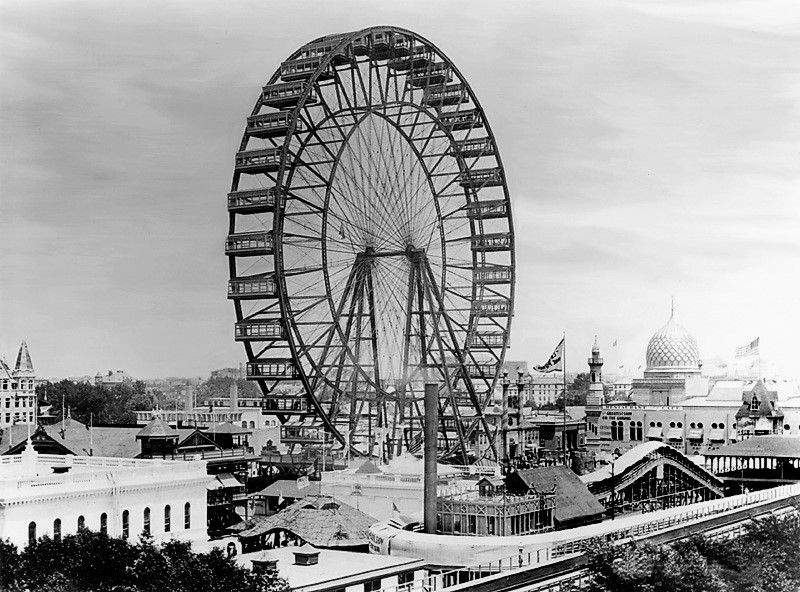
Das Riesenrad („Ferris Wheel“) der Weltausstellung von Chicago 1893

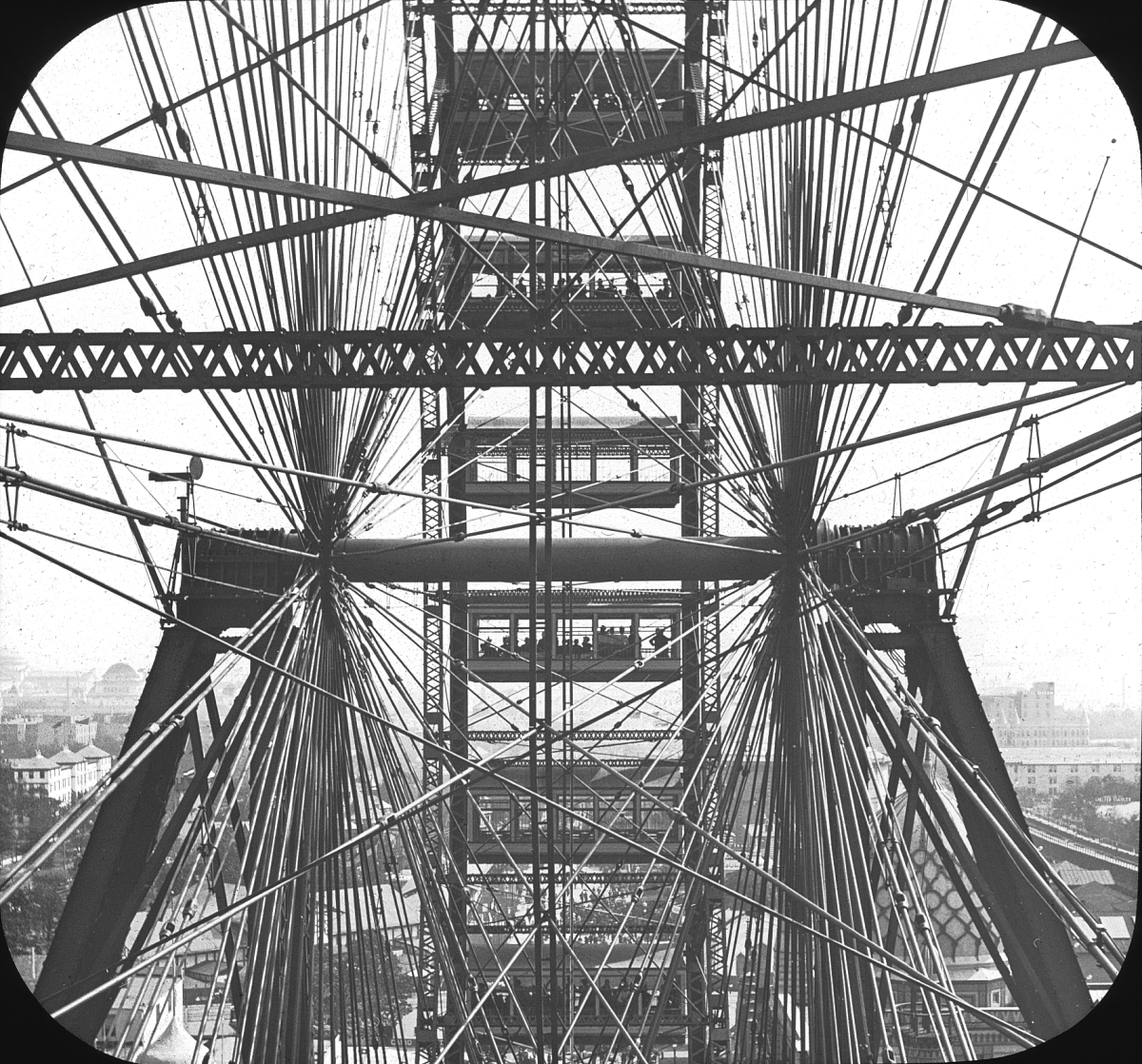
Ferris Wheel

Im Januar 1893 wurde William Somers aus Atlantic City ein Patent auf ein Riesenrad (Roundabout) erteilt.
Das größte Problem war jedoch der Faktor Zeit, da die Eröffnung für den 1. Mai 1893 geplant war. Insgesamt bauten neun Stahlbaufirmen die Einzelteile des über 80 Meter hohen Rades. Die größte Herausforderung war die Radnabe. Mit 56 t war sie das schwerste Einzelteil, das bis dahin geschmiedet wurde. Das Gesamtgewicht lag bei 4.100 t. Die 36 Kabinen ähnelten Eisenbahn-Waggons mit Platz für jeweils 60 Passagiere.
Das Riesenrad wurde am 21. Juni 1893 mit sieben Wochen Verspätung eröffnet und entwickelte sich zu einem besonderen Anziehungspunkt der Weltausstellung. Die Kosten lagen bei 250.000 $. Bei einem Fahrpreis von 0,50 $ wurde ein Gesamterlös von ca. 725.000 $ erzielt. Die folgenden zwei Jahre musste er um den Erlös gegen die Ausstellungsmanager prozessieren und sich gleichzeitig Patentklagen erwehren. Nachdem er Konkurs angemeldet und sein Unternehmen verloren hatte, verließ ihn seine Frau Margaret Ann wenige Monate vor seinem Tod 1896. Der elsässische Wunderheiler Francis Schlatter begehrte im folgenden August, die Witwe zu ehelichen (was diese ablehnte).
Nach dem Erfolg bei der Weltausstellung konnten einige kleinere Riesenräder an Vergnügungsparks in den USA verkauft werden. Diese waren für Ferris kommerziell jedoch kein Erfolg. Er investierte viel Geld in die Entwicklung größerer Räder, für die es allerdings keine Abnehmer gab. Am 22. November 1896 starb er vereinsamt und verarmt in einem Krankenhaus in Pittsburgh im Alter von nur 37 Jahren an Typhus.
Der US-Amerikaner James Graydon meldete im September 1893 das Patent für ein Riesenrad an, das eine Kopie von Ferris’ Erfindung war. Das Patent wurde vom britischen Marineoffizier Walter Basset gekauft, der daraufhin das erste Riesenrad in Europa auf dem Londoner Messegelände Earls Court errichten ließ. Am 25. Mai 1895 wurde das Great Wheel eröffnet, weitere Bauten folgten in Blackpool (1896), im Wiener Prater (1897) und schließlich in Paris (1900) anlässlich der Weltausstellung.